# Anacamptodon japonicus
Anacamptodon japonicus är en bladmossart som först beskrevs av Hugh Neville Dixon, och fick sitt nu gällande namn av Noguchi. Anacamptodon japonicus ingår i släktet Anacamptodon och familjen Fabroniaceae. Inga underarter finns listade i Catalogue of Life.